# William James Lovell
William James Lovell (Brooklyn, 26 oktober 1939) is een Amerikaans componist en muziekpedagoog.
Lovell studeerde muziek aan de Cleveland State University in Cleveland. Vanaf 1974 werkte hij als docent aan zijn Alma mater. Als componist schreef hij werken voor verschillende genres. 

## Composities

### Werken voor orkest
- East of Olduvai

### Werken voor harmonieorkest
- 1971 Overture

### Kamermuziek
- 1972 Strijkkwartet
  1. Exposition
  2. Scherzo
  3. Fuga
  4. Recapitulation and Coda
- 1974 Intextimbegration - a textual and timbral integration, voor klarinet, viool, cello en piano